# Округ Лин (Орегон)
Округ Лин (енгл. Linn County) је округ у америчкој савезној држави Орегон.

## Демографија
По попису из 2010. године број становника је 116.672, што је 13.603 (13,2%) становника више него 2000. године.
| Група             | 2000.          | 2010.           |
| Белци             | 94.012 (91,2%) | 101.579 (87,1%) |
| Афроамериканци    | 327 (0,3%)     | 534 (0,5%)      |
| Азијати           | 799 (0,8%)     | 1.111 (1,0%)    |
| Хиспаноамериканци | 4.514 (4,4%)   | 9.127 (7,8%)    |
| Укупно            | 103.069        | 116.672         |